# Philippe Dalibard
Philippe Dalibard (Bonchamp-lès-Laval, 6 februari 1958) is een Frans voormalig wielrenner. Hij is ploegleider van Arkéa-Samsic. 

## Belangrijkste overwinningen
1979
Mi-Août en Bretagne
1980
Mi-Août en Bretagne
1981
Frans kampioen (amateurs)
Kampioen van Bretagne
1984
Tour de la Manche
Souvenir Louison Bobet
1986
Tro Bro Leon
Mi-Août en Bretagne
1987
Ronde van de Finistère
Mi-Août en Bretagne
Eindklassement Boucles de la Mayenne
1988
Tro Bro Leon
Mi-Août en Bretagne
1989
Tro Bro Leon
Ronde van de Finistère
Mi-Août en Bretagne
Eindklassement Boucles de la Mayenne